# Nouvelle-Zélande-Roumanie en rugby à XV
Cet article retrace les confrontations entre l'équipe de Nouvelle-Zélande de rugby à XV et l'équipe de Roumanie de rugby à XV. Les deux équipes se sont affrontées à deux reprises dont une fois en Coupe du monde. Les All-Blacks ont remporté les deux matchs.

## Historique
Bien que l'équipe de Roumanie et les All Blacks ne se soient rencontré que deux fois au cours de leur histoire, le match de 1981 fait figure de match mémorable pour le rugby roumain. Les néo-zélandais n'arrachent en effet qu'une petite victoire 14-6 à Bucarest alors que les roumains se voient refuser 2 essais pendant le match.
La Roumanie avait aussi joué un test match, contre une sélection de jeunes néo-zélandais (soldé par un match nul), puis un autre match contre les All Blacks inscrit uniquement dans le palmares de la Roumanie.

## Les confrontations
| No | Date              | Lieu                             | Match                       | Score  | Compétition              |
| -- | ----------------- | -------------------------------- | --------------------------- | ------ | ------------------------ |
| 1  | 24 octobre 1981   | Stade Dinamo, Bucarest, Roumanie | Roumanie – Nouvelle-Zélande | 6 – 14 | Test match               |
| 2  | 29 septembre 2007 | Stadium, Toulouse, France        | Nouvelle-Zélande – Roumanie | 85 – 8 | Coupe du monde (poule C) |

### Confrontations non-officielles
| No | Date         | Lieu                                        | Match                          | Score   | Compétition |
| -- | ------------ | ------------------------------------------- | ------------------------------ | ------- | ----------- |
| 1  | 30 août 1975 | Athletic Park, Wellington, Nouvelle-Zélande | Junior All Blacks – Roumanie   | 10 – 10 | Test match  |
| 1  | 9 juin 1991  | Eden Park, Auckland, Nouvelle-Zélande       | Nouvelle-Zélande XV – Roumanie | 60 – 30 | Test match  |